# Зиково (Владимирська область)
Зыково (рос. Зыково) — присілок у Гороховецькому районі Владимирської області Російської Федерації.
Входить до складу муніципального утворення Фоминське сільське поселення. Населення становить 2 особи (2010).

## Історія
Присілок розташований на землях фіно-угорського народу мещери.
Від 10 квітня 1929 року належить до Гороховецького району. Спочатку у складі Івановської промислової області, а від 1944 року — Владимирської області.
Згідно із законом від 13 травня 2005 року входить до складу муніципального утворення Фоминське сільське поселення.

## Населення
| 1859 | 1905 | 1926 | 2002 | 2010 |
| ---- | ---- | ---- | ---- | ---- |
| 247  | ↗388 | ↘375 | ↘15  | ↘2   |